# 티어문 제국 이야기 ~단두대에서 시작하는 황녀님의 전생 역전 스토리~
《티어문 제국 이야기 ~단두대에서 시작하는 황녀님의 전생 역전 스토리~》(일본어: ティアムーン帝国物語〜断頭台から始まる、姫の転生逆転ストーリー〜 디아문 데이코쿠 모노가타리 단토다이카라 하지마루 히메노 덴세이 갸쿠텐 스토리[*])는 모치츠키 노조무가 지은 일본의 라이트 노벨이다. 소설 투고 사이트 소설가가 되자에서 2018년 8월부터 연재를 개시했다. TO북스에서 2019년 6월부터 간행되고 있다.
코미컬라이즈판이 'COMIC 코로나'에서 2019년 8월 12일부터 연재를 개시했다. 2020년 1월 20일에 제1권이 간행되었다. '코로나 EX'의 오픈에 따라 이적이 되어 최신화는 그쪽에서 게재된다. 본작을 원작으로 한 '종자들의 이야기'를 그린 스핀오프 《티어문 제국 이야기 ~종자들의 다과회~》가 이 사이트에서 2023년 1월 30일부터 연재를 개시했다.
2023년 10월 시점에서 시리즈 누계 부수는 170만 부를 기록했다. 《이 라이트 노벨이 대단해!》 '단행본·노벨즈 부문에서는 2021년판에서 6위를 획득했다.

## 줄거리
무너진 티어문 제국에서 멸망한 황녀 미아는 처형되었지만, 다시 깨어나자 자신이 12세 무렵으로 되돌아가 있었다. 처형까지의 사건을 미아가 쓴 일기와 처형까지의 기억을 의지하여 단두대 처형을 피하려고 실패한 삶을 다시 시작하는 날들이 시작되었다.
미아의 본심은 "내 몸의 안전 제일". 적을 멀리하고, 인맥 만들기에 힘쓰는 동안, 제멋대로인 행동과는 반대로 왠지 주위의 착각으로 대륙 전역의 미래를 크게 바꾸어 간다.
일련의 행동의 결과 단두대 처형을 회피하는 미래가 확정되었다고 생각되는 사건이 있고, 그 후 일어난 렘노 왕국의 혁명 소동도 해결해, 일단은 온화한 미래가 약속된 것처럼 보였다.
그런 봄의 어느 날, 미아 앞에 손녀의 미아벨이 미래에서 전이해 와서 비참한 미래를 말한다. 그것은 미아가 제위를 포기하고, 그 후의 분쟁의 결과, 미아가 독살되어 제국도 멸망했다는 것이었다. 이번에는 미아벨이 가져온 미래의 전기 "성녀 미아 황녀전"을 의지해 미래 개변의 이야기가 재개된다.

## 등장인물

### 주요 인물
미아 루나 티어문(ミーア・ルーナ・ティアムーン)
성우 - 우에사카 스미레
본작의 주인공. 겉보기에는 가련하지만 속은 고물이다. 티어문 제국의 제1황녀. 최초의 시간축에서는 제국에서 혁명이 발발하여 17세 때 붙잡혀 3년간 감금되었다가 20세 때 단두대에서 처형되었다. 그러나 혁명 발발부터 처형까지의 기억을 간직한 채 8년 전 과거(12세 생일 전)로 의식이 돌아가 단두대 처형을 회피하려고 동분서주하게 된다.
미아벨 루나 티어문(ミーアベル・ルーナ・ティアムーン)
성우 - 우치다 마아야
본작의 또 다른 주인공. 제국에서 혁명이 일어나지 않았던 시간축의 미래에서 본편의 시대로 온 소녀. 처음 나타났을 때는 제국이 황폐해진 미래에서, 한 번 사라진 후에 만났을 때는 미아가 다스리는 미래의 제국에서 왔다. 미래의 미아의 손녀로, 작중에서는 주로 벨이라는 애칭으로 불린다. 1인칭은 '보쿠'. 덧붙여 그녀의 퍼스트 네임은 미래의 미아가 자신과 아벨의 이름을 합쳐 지은 것이다.

### 미아의 충신
안느 리트슈타인(アンヌ・リトシュタイン)
성우 - 쿠스노키 토모리
미아 전속 메이드. 평민 출신으로 리트슈타인 가문의 장녀. 최초의 시간축에서는 혁명이 일어난 후 수감된 미아를 돌보고 있었다(원래부터 미아 담당 하녀였지만 평민이기도 하고 제정이 반석이었던 시절에는 많은 사람들 중 한 명에 불과했던 것 같다). 미아에게 마지막까지 동행한 것은 안느 뿐이었고, 되감은 후의 미아는 그 상냥함과 은의에 보답하기 위해 안느를 전속 메이드로 임명했다. 생일은 연말이고 미아 생일 7일 후. 나이는 미아보다 5살 많다.
루드비히 휴이트(ルードヴィッヒ・ヒューイット)
성우 - 우메하라 유이치로
티어문 제국의 문관. 미아 사천왕의 한 사람. 우수하지만 신랄한 독설가. 첫 시간축에서는 그 독설이 화가 나서 상사에게 미움을 받아 지방으로 좌천되었다. 이후 제국의 상황이 악화된 단계에서 제도로 돌아와 미아와 함께 상황을 개선하기 위해 노력했었다. 미아는 그에게 짓눌려 있었기 때문에 일기에는 이름이 아닌 빌어먹을 안경 등으로 적고 루드비히 본인에 대해서도 그렇게 부르는 일이 있었다. 처형 직전까지 루드비히 가 미아의 구명 활동을 계속하고 있었다는 사실은 안느를 거쳐 미아에게 전해졌다. 되감은 뒤 미아는 루드비히의 좌천을 미연에 저지하고 자신의 한쪽 팔로 중용한다.

### 티어문 제국의 관계자

#### 제실 관계자
마티아스 루나 티어문(マティアス・ルーナ・ティアムーン)
성우 - 마츠야마 타카시
미아의 아버지이자 티아문 제국의 황제.
아델라이드 루나 티어문(アデライード・ルーナ・ティアムーン)
미아의 어머니.

#### 궁정 관계자
무스타 와그만(ムスタ・ワッグマン)
성우 - 타카하시 신야
티어문 제국의 궁중 요리사이자 요리장. 본명이 판명된 것은 제4부(단행본 제8권)로, 그 이전은 단순히 '요리장'이라고 표기되어, 애니메이션판에서의 역할명도 그렇게 되어 있다.

#### 군사 관계자
디온 알라이아(ディオン・アライア)
성우 - 후루카와 마코토
티어문 제국군 백인대 대장미아 사천왕의 한 사람. 첫 시간 축에서 미아의 사형 집행인을 맡았던 인물로 본편 시간 축에서 재회한 뒤에도 미아에게서는 공포의 대상으로 여겨지고 있다.
본편의 시간축에서는 '정해의 숲'의 룰루족과의 전투를 회피한 미아에 흥미를 가진다. 그 후 루드비히의 스카우트에 따라 군적은 그대로 미아의 호위 등 지원하게 된다. 후세에서는 미아 사천왕 중 1명으로 여겨지고 있다.
바노스(バノス)
성우 - 에가시라 히로야
디온의 부관으로 티어문 제국군 백인대의 부대장.
최초의 시간축에서는, 룰루족과의 분쟁으로 전사했다.
오이겐(オイゲン)
미아가 처음 신월지구를 시찰했을 때 호위를 맡은 근위병 중 한 명.

#### 4대 공작가 관계자
에메랄다 에트와 그린문(エメラルダ・エトワ・グリーンムーン)
성우 - Lynn
그린문 공작가의 장녀. 미아의 가장 친한 친구를 자칭하고 있지만 이전 시간축에서는 그린문 공작가 혁명 때 가장 먼저 국외도피를 했기 때문에 본편 시간축의 처음에는 미아의 신용을 받지 못했다. 갈레리아해 서바이벌 체험 도중부터 미아로부터 절친한 친구로 대접받고 있다.
니나(ニーナ)
성우 - 코하라 코노미
에메랄다 전속 메이드. 에메랄다는 자신의 이름을 불러줄 수 없다.
사피아스 에트와 블루문(サフィアス・エトワ・ブルームーン)
블루문 공작가의 장남.
다리오 슈베르트(ダリオ・シューベルト)
슈베르트 후작가의 아들.
레티치아 슈베르트(レティチア・シューベルト)
슈베르트 후작가의 아들.
루비 에트와 레드문(ルヴィ・エトワ・レッドムーン)
레드문 공작가의 장녀.
슈트리나 에트와 옐로문(シュトリナ・エトワ・イエロームーン)
옐로문 공작가의 장녀.미아벨(ミアベルル)과 친구가 되다.애칭은 '리나'.
로렌츠 에트와 옐로문(ローレンツ・エトワ・イエロームーン)
옐로문 공작가의 현 당주. 슈트리나의 아버지.
바르바라(バルバラ)
슈트리나의 전속 메이드.

#### 신월지구 관계자
모레스(モレス)
성우 - 세키 코지
티어문 제국의 "신월지구"에 있는 교회의 신부.
세리아(セリア)
신월지구 고아원에서 사는 소녀.

#### 루돌폰 변토백령
티오나 루돌폰(ティオーナ・ルドルフォン)
성우 - 타카오 카논
티아문 제국의 변경 지역에 영지를 둔 변토백의 장녀. 최초의 시간축에서는 혁명의 목표가 된 인물이기 때문에 본편 시간축의 미어는 처음에는 두려움과 약간의 원망이 나았다. 세인트 노엘 학원에서 말썽을 피우던 중 미아의 도움을 받아 미아에게 호감을 갖게 되었다. 동생인 세로의 교육 기회에 대해 미아에게 상담을 한다.
세로 루돌폰(セロ・ルドルフォン)
성우 - 세키네 아키라
티오나의 동생. 앞선 시간축에서는 라피나의 후원을 받아 본편 시간축에서는 미아가 제국에 설립한 미아학원에서 추위를 견디는 신종 밀을 개발했다.
루돌폰 변토백(ルドルフォン辺土伯)
성우 - 타니 아츠키
티오나와 세로의 아버지.

#### 룰루족
와그루(ワグル)
성우 - 코와카 와카나
티어문 제국 제도의 빈민가인 "신월지구"에 사는 고아 소년.
리오라 룰루(リオラ・ルールー)
성우 - 사이토 후코
티오나의 메이드. 숲의 소수민족 룰루족 출신이며 작품세계에서의 공용어에 익숙하지 않아 한 마디로 말한다. 신체 능력이 뛰어나고 활의 명수다.

#### 기타
에리스 리트슈타인(エリス・リトシュタイン)
성우 - 요우미야 히나
안느의 여동생으로 리트슈타인 가문의 둘째 딸.나이는 미아랑 똑같아.병이 잦아 침대에 누워 있는 경우가 많다.소설을 집필하는 것이 취미.
갈브(ガルヴ)
루드비히의 스승인 노현자.

### 선크랜드 왕국의 관계자
시온 솔 선크랜드(シオン・ソール・サンクランド)
성우 - 호리에 슌
대국인 선크랜드 왕국의 제1왕자. 용모가 단정하고 두뇌가 뛰어나고 무용과 춤에도 뛰어나 많은 칭찬과 동경을 받고 있다. 세인트 노엘 학원에서는 미아와 동급생. 정의감이 강하다.
미어가 처형된 최초의 시간축에서는 티오나들의 혁명 세력을 원조하고, 루드비히에 의한 미아 조명의 소원도 일축하고 있다. 그 미래에서는 동생 에샤르, 형제 동연의 키스우드도 처형해 단죄왕으로 불렸다.
본편 시간축에서, 미아는 처음에는 시온과 거리를 두려고 시온으로부터의 댄스 파트너의 권유를 거절했다. 그러나 이전 시간축과 다른 다양한 변화가 있었기 때문에 미아와 친구 관계가 된다. 미아벨이 자란 미래에서는 천칭왕이라고 불리고 있다.
키스우드(キースウッド)
성우 - 마스다 토시키
시온의 사촌. 고아였지만 시온과 형제나 다름없이 자라고 있어 마음 놓을 수 없는 사이.
에샤르 솔 선크랜드(エシャール・ソール・サンクランド)
선크랜드 왕국의 제2왕자로 시온의 남동생.
에이브람 솔 선크랜드(エイブラム・ソール・サンクランド)
선크랜드 왕국의 현 국왕으로, 시온과 에샤르의 아버지.
모니카 부엔디아(モニカ・ブエンディア)
선크랜드 왕국 첩보 부대의 일원.
그레이엄(グレアム)
선크랜드 왕국 첩보 부대의 일원.

### 렘노 왕국의 관계자

#### 왕족
아벨 렘노(アベル・レムノ)
성우 - 마츠오카 요시츠구
렘노 왕국의 제2왕자. 첫 시간 축에서는 형 게인이나 동갑내기 시온과의 기량 차이를 느낀 결과 노력하기를 포기하고 플레이보이로 명성을 떨치다 암살당해 생을 마감했다.
본편 시간축에서는 혁명이 일어났을 때 원군을 보내줄 상대로 기대했던 미아에 의해 시온 못지않은 가능성을 지닌다고 치켜세운 결과 노력하여 시온의 호적수로서 어울리는 사고방식과 능력을 갖추게 되었다. 미아벨이 자란 미래에서는 할머니 미아의 반려자이자 미아벨의 할아버지다.
게인 렘노(ゲイン・レムノ)
성우 - 후카마치 토시나리
아벨의 형이자 렘노 왕국의 제1왕자.
클라리사 렘노(クラリッサ・レムノ)
렘노 왕국의 제2왕녀.
발렌티나 렘노(ヴァレンティナ・レムノ)
렘노 왕국의 제1왕녀이자, 아벨과 게인의 누나.

#### 정치·군사 관계자
다사예프 도노반(ダサエフ・ドノヴァン)
렘노 왕국의 재상을 맡고 있는 백작
골리알(ゴリアル)
성우 - 캰 카즈키

#### 혁명군 관계자
린샤(リンシャ)
렘노 왕국 몰락 귀족의 딸.
란벨(ランベール)
린샤의 오빠.
젬(ジェム)
렘노 왕국에 사는 남자. 렘노 왕국의 민중의 편·혁명군을 자처하고 있다.

### 신성 베이르가 공국
라피나 오르카 베이르가(ラフィーナ・オルカ・ヴェールガ)
성우 - 토야마 나오
베이르가 공국의 공작. 미아가 입학했을 때의 학생회장이자 실질적인 학원의 지배자.
최초의 시간축에서는 티어문 제국의 황녀로서 행동하는 미아와의 접촉을 피하고 있어 제국에 혁명이 일어나자 티오나와 시온을 지원했다.
본편 시간축에서는, 티오나를 도운 미아의 행동이나, 평민의 안느와 가깝게 접하는 미아의 모습을 보고, 미아와 적극적으로 우호 관계를 가지려고 한다. 미아는 라피나의 태도가 부드러워졌다고 느끼면서도 위협으로 바뀔 가능성이 있다고 두려워하고 있다.
미아벨이 최초로 전이해 온 시간축에서는, 친구의 미아가 독살된 것이 계기로, 주교제라고 칭해 혼돈의 뱀에 대한 무력 제압을 목표로 한다. 이에 따라 각국에서 그녀의 지지파와 반대파에 의한 소란이 일어난다.
산테리 밴들러(サンテリ・バンドラー)
세인트 노엘 섬의 경비주임.

### 페르쟝 농업국
라냐 타하리프 페르쟝(ラーニャ・タフリーフ・ペルージャン)
페르쟝 농업국의 제3공주로 미아 세인트 노엘 학원에서의 학우.
아샤 타하리프 페르쟝(アーシャ・タフリーフ・ペルージャン)
페르쟝 농업국의 제2왕녀이자 식물학자.

### 기미 왕국의 관계자
린 마롱(林 馬龍)
성우 - 마지마 준지
미아보다 5살 많은 선배. 기마 왕국 출신으로 세인트 노엘 학원에서는 마술부 부장을 맡는다.

### 가누도스 항만국의 관계자
오라니아 펠라 가누도스(オウラニア・ペルラ・ガヌドス)
성우 - 오노 유코
가누도스 항만국의 공주.

### 포크로드 상회
클로에 포크로드(クロエ・フォークロード)
성우 - 타카하시 리에
미아의 세인트노엘 학원에서의 동급생.사교적인 아버지와 달리 의사소통이 불편해 항상 혼자 책을 읽으며 지냈다.
책을 좋아하는 일로 미아에게 눈에 띄어 그녀의 독서 친구가 된다.

## 서지 정보

### 소설
- 모치츠키 노조무(저) / Gilse(일러스트) 《티어문 제국 이야기 ~단두대에서 시작하는 황녀님의 전생 역전 스토리~》 TO북스
  1. 2019년 7월 1일 제1쇄 발행(6월 10일 발매[11]), ISBN 978-4-86472-815-7
  2. 2019년 12월 1일 제1쇄 발행(11월 9일 발매[12]), ISBN 978-4-86472-872-0
  3. 2020년 3월 1일 제1쇄 발행(2월 10일 발매[13]), ISBN 978-4-86472-914-7
  4. 2020년 7월 1일 제1쇄 발행(6월 10일 발매[14]), ISBN 978-4-86699-005-7
  5. 2020년 11월 1일 제1쇄 발행(10월 10일 발매[15]), ISBN 978-4-86699-065-1
  6. 2021년 2월 1일 제1쇄 발행(1월 9일 발매[16]), ISBN 978-4-86699-096-5
  7. 2021년 6월 1일 제1쇄 발행(5월 10일 발매[17]), ISBN 978-4-86699-180-1
  8. 2021년 10월 1일 제1쇄 발행(9월 10일 발매[18]), ISBN 978-4-86699-180-1
  9. 2022년 2월 1일 제1쇄 발행(1월 8일 발매[19][20]), ISBN 978-4-86699-376-8 / ISBN 978-4-86699-377-5(드라마 CD&새로 쓴 단편 포함)
  10. 2022년 6월 1일 제1쇄 발행(5월 10일 발매[21]), ISBN 978-4-86699-487-1
  11. 2022년 10월 1일 제1쇄 발행(9월 10일 발매[22]), ISBN 978-4-86699-572-4
  12. 2023년 2월 1일 제1쇄 발행(1월 10일 발매[23]), ISBN 978-4-86699-704-9
  13. 2023년 4월 10일 발매[24], ISBN 978-4-86699-804-6
  14. 2023년 9월 9일 발매[25], ISBN 978-4-86699-938-8
  15. 2023년 12월 20일 발매[26], ISBN 978-4-86794-002-0

## TV 애니메이션
2023년 10월부터 12월까지 TOKYO MX 등에서 방송되었다.

### 스태프
- 원작 - 모치츠키 노조무(餅月 望)[6]
- 원작 일러스트 - Gilse
- 감독 - 이베 유시(伊部勇志)[6]
- 시리즈 구성 - 아카오 데코(赤尾でこ)[6]
- 캐릭터 디자인·총작화 감독 - 오오츠카 마이(大塚舞)[6]
- 서브 캐릭터 디자인 - 후지이 아리사(藤井ありさ)
- 프롭 디자인 - 나오키 쇼코(直木祥子)
- 미술 감독 - 나카하라 히데노리(中原英統)[9]
- 미술 설정 - 후지세 토모야스(藤瀬智康)[9]
- 색채 설계 - 야마구치 마나미(山口真奈美)[9]
- 촬영 감독 - 신야 유코(新谷優子)[9]
- 3D 감독 - 에다 케이이치(江田恵一)[9]
- 2D 웍스 - chiptune[9]
- 편집 - 콘도 유지(近藤勇二)[9]
- 음향 감독 - 카메야마 토시키(亀山俊樹)[9]
- 음향 제작 - 비트그루브 프로모션
- 음악 - 후지모토 코지(藤本コウジ)[6]
- 음악 제작 - 킹레코드[6]
- 프로듀서 - 아오이 히로유키(青井宏之), 스와 유타카(諏訪 豊), 소토카와 아키히로(外川明宏), 미네기시 카이(峯岸凱), 오오와다 토모유키(大和田智之)
- 애니메이션 프로듀서 - 카네코 하야토(金子逸人), 시미즈 유토(清水優人)
- 애니메이션 제작 - SILVER LINK.[6]
- 제작 - 티어문 제국 이야기 제작위원회 2023(MBS, 킹레코드, 무빅, TO북스, BS11)

### 주제가
해피엔딩 프린세스(ハッピーエンドプリンセス)
우에사카 스미레에 의한 오프닝 테마. / 작사·작곡 - 오오이시 마사요시 / 편곡 - 오오이시 마사요시, 소노다 켄타로
Queen of the Night
카노 에라나에 의한 엔딩 테마. / 작사·작곡 - 카노 에라나 / 편곡 - 카와이 히데츠구

### 방영 목록
| 화수   | 제목                                                                    | 각본        | 그림 콘티       | 연출            | 작화 감독                                                                                              | 총작화 감독                                                                | 방송일          |
| ------ | ----------------------------------------------------------------------- | ----------- | --------------- | --------------- | --- | -------------------------------------------------------------------------- | --------------- |
| 제1화  | 断頭台から始まるお姫様 단두대에서 시작하는 공주님                       | 아카오 데코 | 이베 유시       | 이베 유시       | 타카하시 미즈키 나오키 쇼코 코토부키 무로우 나카바야시 란코                                            | 오오츠카 마이                                                              | 2023년 10월 8일 |
| 제2화  | ミーア姫、ドヤ顔を披露する 미아 공주, 의기양양한 얼굴을 보이다          | 아카오 데코 | 이베 유시       | 이베 유시       | 후루야 리에 나오키 쇼코 코토부키 무로우                                                                | 시오카와 타카시                                                            | 10월 15일       |
| 제3화  | ミーア姫、種をまく 미아 공주, 씨를 뿌리다                               | 아카오 데코 | 사와이 코지     | 히로타 하루카   | 타카하시 미즈키 나오키 쇼코 코토부키 무로우 나카바야시 란코 koto                                       | 오오츠카 마이                                                              | 10월 22일       |
| 제4화  | シャルウィーダンス? 셸 위 댄스?                                         | 아카오 데코 | 이베 유시       | 이베 유시       | 나오키 쇼코 후루야 리에 와타나베 다이키 HONG NHUNG                                                     | 오오츠카 마이                                                              | 10월 29일       |
| 제5화  | ミーア姫、キュンとする 미야 공주, 설레다                                | 와카마츠 료 | 모리 카즈아키   | 야부우치 유우   | 陳小兰 李望斌                                                                                          | 오오츠카 마이 시오카와 타카시                                              | 11월 5일        |
| 제6화  | 剣術大会 アベルの戦い 검술 대회 아벨의 싸움                             | 와카마츠 료 | 와타나베 신이치 | 카토 단조       | 나오키 쇼코 후루야 리에 코토부키 무로우 koto                                                           | 오오츠카 마이 시오카와 타카시                                              | 11월 12일       |
| 제7화  | ミーア姫、冴え渡る 미아 공주, 각성하다                                  | 이리에 신고 | 모리 카즈아키   | 히시카와 나오키 | 카와구치 히로아키 홍범석 카네코 마사쿠니 BigOwl Revival                                                | 시오카와 타카시 후루야 리에 나오키 쇼코                                    | 11월 19일       |
| 제8화  | ミーア姫、あざとい笑みを浮かべる 미아 공주, 음흉한 미소를 띠다          | 이리에 신고 | 사와이 코지     | 오노다 유스케   | 吴晓莱                                                                                                 | 나오키 쇼코 코토부키 무로우 koto                                           | 11월 26일       |
| 제9화  | ミーア姫(恋愛脳)の選択 미아 공주(연애뇌)의 선택                         | 와카마츠 료 | 이와하타 고이치 | 히로타 하루카   | 키타지마 유키 후루야 리에 호시노 미나미 안도 카와라 와다 유지                                          | 오오츠카 마이                                                              | 12월 3일        |
| 제10화 | ミーア姫、誘拐事件! 미아 공주, 납치 사건!                               | 이리에 신고 | 모리 카즈아키   | 히시카와 나오키 | 카네코 마사쿠니 홍범석 나가타 마사미 요시다 하지메                                                     | 나오키 쇼코 코토부키 무로우 koto 히라타 카즈야 사와이리 유키 오오츠카 마이 | 12월 10일       |
| 제11화 | 再会と決闘と…… 재회와 결투와…                                           | 아카오 데코 | 호소다 마사히로 | 호소다 마사히로 | 야마요시 카즈유키 코토부키 무로우 나오키 쇼코 후루야 리에 koto 니시다 미야코 야마시타 시오리 朱央 BEEP | 시오카와 타카시                                                            | 12월 17일       |
| 제12화 | 大事に育ててきたものを枯らさないために 소중히 키워온 것이 시들지 않도록 | 아카오 데코 | 사와이 코지     | 이베 유시       | 히사마츠 사키 이시유키 히로카즈 안도 카와라 키타지마 유키 호시노 미나미 BEEP St μ                      | 오오츠카 마이                                                              | 12월 24일       |